# Scopula quadratisparsa
Scopula quadratisparsa là một loài bướm đêm trong họ Geometridae.